# Hélice cimitarra

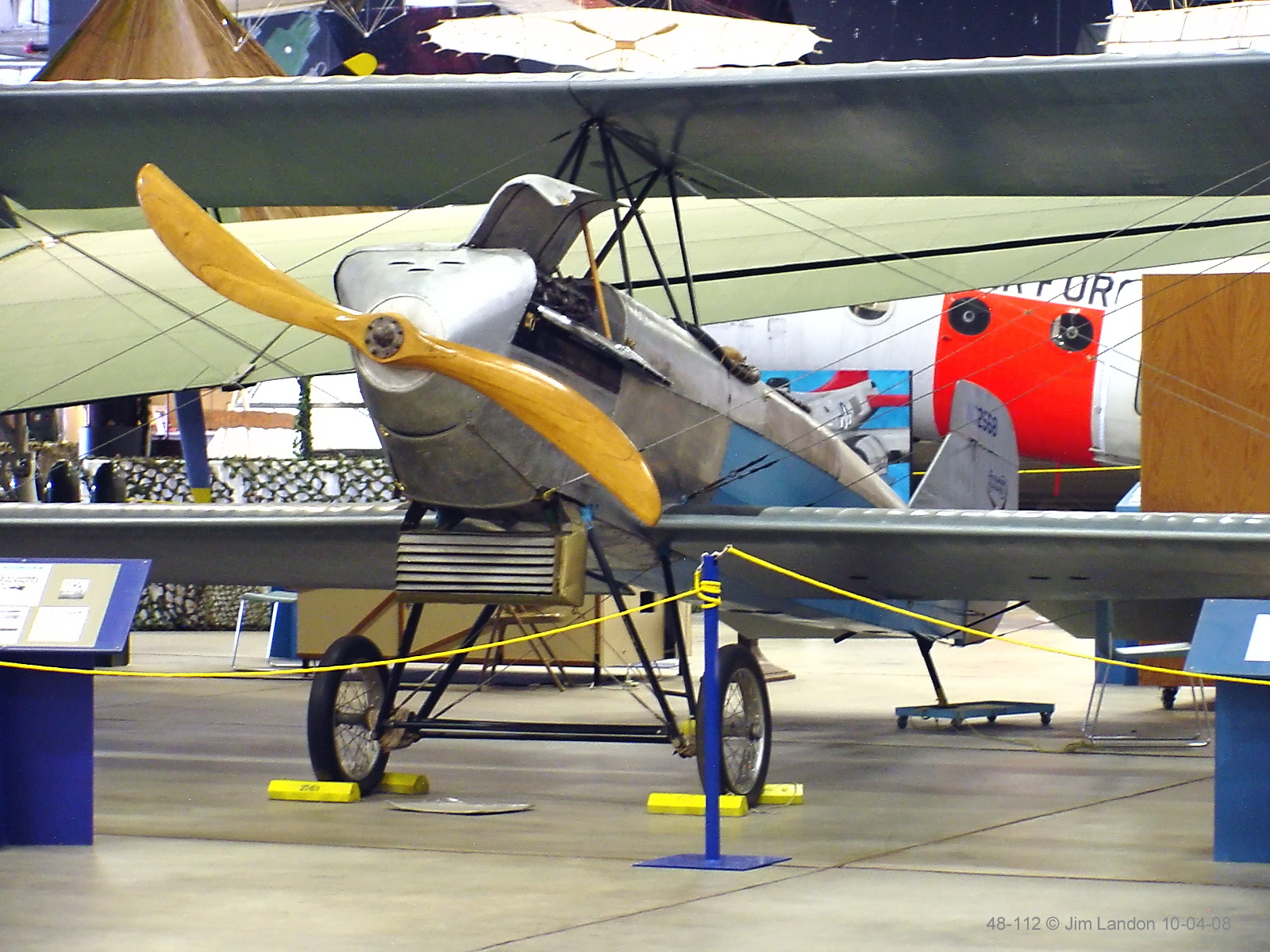
Hélice cimitarra en un Alexander Eaglerock de 1926

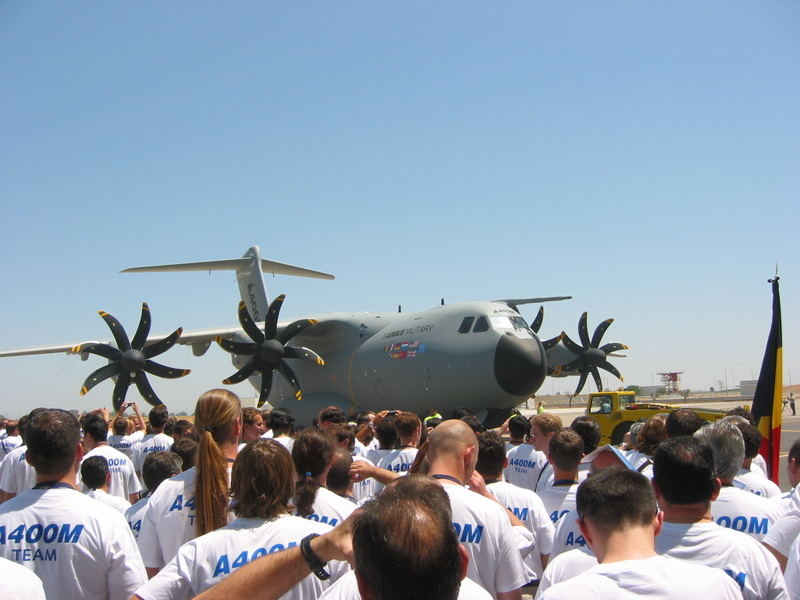
Hélices cimitarra de ocho palas en el Airbus A400M Atlas

Una hélice cimitarra es un tipo de hélice que tiene palas curvas con un barrido creciente a lo largo del borde de ataque. Como su nombre indica, se asemeja a los hojas curvas de las cimitarras. Se inventaron a principios de 1900, por el inventor aeronáutico francés Lucien Chauvière y su éxito comercial con el diseño de su hélice Integrale con forma de cimitarra.
Todo tipo de hélice pierde eficiencia a altas velocidades de rotación debido a un efecto conocido como arrastre o resistencia de ondas, que se produce cuando un perfil aerodinámico se acerca a velocidades supersónicas. Esta forma de resistencia reduce la eficiencia de la hélice a alta velocidad de rotación, lo que, a su vez, reduce la transmisión de potencia del motor de la aeronave. En el caso de una hélice, este efecto puede ocurrir cuando la hélice gira lo suficientemente rápido como para que las puntas de las palas se acerquen a la velocidad del sonido, incluso si el avión en sí no se está moviendo hacia adelante. La resistencia de las ondas también se produce a altas velocidades lineales de las aeronaves.  De acuerdo con los mismos principios que rigen las alas en flecha en los aviones de alta velocidad, las palas de la hélice pueden ser en flechadas hacia atrás para mitigar la resistencia de las olas, lo que les permite seguir siendo eficientes a velocidades de rotación más altas. Dado que la parte interior de una hélice tiene una velocidad de rotación más lenta en relación con la punta, la pala se va moviendo progresivamente más desde el centro de la hélice hasta la punta, lo que da lugar a su forma característica.
En la década de 1940, la NACA comenzó a investigar hélices de flecha para su uso en aeronaves de alta velocidad impulsadas por hélice. El uso moderno de las hélices cimitarra se centra en los motores de turbohélice y de hélice . Dado que estas formas de propulsión son capaces de impulsar una hélice a velocidades de rotación transsónicas o supersónicas, así como de propulsar aeronaves a velocidades igualmente altas, la mitigación de la resistencia de las olas es una consideración importante para lograr una alta eficiencia aerodinámica. Al igual que las hélices modernas de palas rectas, las hélices de cimitarra a menudo utilizan materiales livianos para aumentar aún más la eficiencia.